# Espace Nicolas Schilling et Galerie
L’Espace Nicolas Schilling et Galerie est une galerie d'art contemporain située à Neuchâtel, (dans le canton de Neuchâtel) en Suisse. 

## Présentation de l'Espace Nicolas Schilling et Galerie[1]
L’Espace Nicolas Schilling et Galerie est un espace et une galerie d’art contemporain, nés de la volonté de Nicolas Schilling, collectionneur d'œuvres d'art. Depuis les années 1970, il a réuni un grand nombre d’œuvres, contemporaines pour la plupart.  Désirant s’engager plus activement dans la promotion et la diffusion de l’art, Nicolas Schilling fonde en 2016, l'Espace Nicolas Schilling et Galerie. Au sein de ce lieu sont présentées des expositions consacrées au travail des artistes suisses et internationaux qu’il soutient. 
La mission de l’Espace est ainsi de présenter la production de l’art suisse actuel, mais aussi de faire connaître dans la région des artistes étrangers, confirmés au niveau international. Avec cette démarche de promotion de l’art, une autre manière d’appréhender le travail des artistes de la galerie est possible. 
Mettre en valeur l’art dans le monde actuel ne suffit pas, il faut le rendre accessible. C’est également l’une des ambitions de l'espace Nicolas Schilling et Galerie. À travers des rencontres avec des artistes, des conférences diverses, données par des historiens de l’art, des partenariats avec des écoles et des institutions, l’art devient davantage perceptible.
Les projets culturels réalisés mettent ainsi en relation différents acteurs et institutions de la Ville. L'espace organise à la fois des événements permettant à tous de mieux comprendre le travail des artistes exposés, de développer un autre regard sur l’art et des événements plus pointus, destinés à appréhender le travail d’un artiste, une thématique, sous un angle bien précis. Tout ceci dans un unique but : faire de l’art un partage.

## Collection Nicolas Schilling
L'Espace Nicolas Schilling et Galerie organise des expositions régulièrement avec les œuvres de la Collection Nicolas Schilling soit par artistes soit par thématiques. Au fil des expositions, les œuvres sortent de l’ombre de la Collection et sont ainsi mises en lumière. Ce concept permet aux visiteurs de les contempler ponctuellement soit dans les locaux de la Banque CIC ou de manière virtuelle sur notre site internet. Avec pour but de mieux comprendre la démarche des artistes exposés et leurs propos.

## Collaborations[2]

### Avec des institutions culturelles
Dans l’idée de perpétuer l’engagement de Nicolas Schilling dans son rôle de mécène et acteur culturel en ville de Neuchâtel, l’Espace Nicolas Schilling et Galerie collabore avec des institutions muséales. 
En 2019, l'espace conçoit en partenariat avec le Centre Dürrenmatt Neuchâtel, un projet commun intitulé « Martin Disler à Neuchâtel » réunissant deux expositions parallèles.
L’exposition Museum of Desire fut réalisée avec un concept bien précis en se substituant le temps de cette exposition, à un musée éphémère. Les œuvres de la collection Nicolas Schilling dialoguent avec des œuvres prêtées par le Musée d'Art et d'Histoire de Neuchâtel. 
Afin d’apporter un éclairage complémentaire sur l’œuvre de l’artiste soleurois, l’exposition à l’Espace Nicolas Schilling fut consacrée à la gestualité de l’artiste à travers une sélection de grands formats.

### Avec des écoles d'art
Dans le cadre d'un programme de partenariat avec les institutions culturelles et dans le but de soutenir et d’encourager la jeune création artistique contemporaine neuchâteloise, l’Espace Nicolas Schilling et Galerie a collaboré, pour la seconde année consécutive, avec l’Académie de Meuron.
Durant quelques jours, les élèves diplômés de l’Académie furent invités à exposer leurs travaux de fin d’année dans un lieu ouvert au public, dans les conditions d’une galerie d’art contemporain.
À cette occasion, l’Espace Schilling distribue "le Prix Nicolas Schilling" et soutient un élève dans la construction de son avenir professionnel artistique, par l’achat et la promotion de son œuvre.

## Expositions[3]
Tout au long des années, la Galerie expose des artistes contemporains, au travers d’expositions monographiques, thématiques ou de groupe.  
- Olivier Debré - Un Voyage Intérieur, exposition virtuelle
- Phil Billen - Sclupture Garden, du 19.08 au 29.10.22
- Arman, du 01.06 au 21.09.22 & Maurice de Vlaminck, du 01.06 au 15.07.22
- Pierre Debatty - Si j'étais ton chemin ..., du 24.09 au 12.11.21
- Flower Power - Exposition Collective, du 29.04 au 19.06.21
- Igor Ustinov - Green Connection, du 02.10 au 14.11.20
- Exposition Collective - Meditation, du 04.06 au 12.07.20
- Marc Kennes - Frequency of Light, peintures, du 18.01 au 14.03.20
- Jean Marie Borgeaud - Terra Incognita, sculptures, du 04.10 au 21.12.19
- Martin Disler - Museum of Desire, peintures et gravures, du 01.08 au 21.09.19
- Claudie Laks - COLORIGRAPHIES, peintures, du 25.05 au 14.07.19
- André Deloar - ARCHITEKTUR, peintures, du 16.03 au 19.05.19
- Pierre Gattoni - 44 ans de peinture abstraite, peintures, du 19.01 au 10.03.19
- Desiderio Delgado - EAU, peintures, du 10.11 au 23.12.18
- Phil Billen - every time you go away, peintures et sculptures, du 15.09 au 28.10.18
- Ahn Hyun-Ju - Irrational Symmestry, peintures, du 02.06 au 15.07.18
- Danel Orson Ybarra - lightmotiv, peintures, du 14.04 au 27.05.18
- Martial Leiter - vertiges, peintures, du 27.01 au 29.03.18
- Jean Fontaine - des-humano-folie, sculptures, du 04.11 au 24.12.17
- Raffaello Osoola - objets à reflexions, peintures, du 09.09 au 29.10.17
- Arman & Co - Détournement, peintures et sculptures, du 10.06 au 16.07.17
- Pierre Debatty - L'abstrait éthéré ?, peintures, du 22.04 au 28.05.17
- Marc Kennes, peintures, du 04.02 au 02.04.17
- Grégoire & Manuel Müller, peintures et sculptures, du 29.10 au 18.12.16

## Art Hors des murs
Parce-que l’art ne doit pas être réservé à une élite, l’Espace Nicolas Schilling et Galerie souhaite apporter l’art à la rencontre du public par l’accrochage d’œuvres dans des lieux inattendus. 
D’autres partenariats avec des lieux locaux ont également permis d’intégrer l’art dans des contextes de présentation différents.
Trois expositions estivales ont été l’occasion de diffuser l’art différemment à Neuchâtel.
Avec le projet Aquaconscience en collaboration avec l’hôtel Beaulac et le restaurant Le Bain des Dames, l’artiste Daniel Orson Iberra a été invité à intervenir au sein de ces lieux « les pieds dans l’eau ».

## Médiation culturelle[4]
L’Espace Nicolas Schilling propose des activités de médiation culturelle variées, afin de faire découvrir l’art contemporain et de le rendre compréhensible par le plus grand nombre. Ces activités mettent en lumière différents aspects des œuvres exposées ainsi que de la collection Nicolas Schilling. 
Des visites guidées pour les groupes, adultes ou enfants peuvent être réservées. Lors des expositions temporaires, des rencontres entre l’artiste exposé et un historien de l’art sont programmées. 
Il est en outre possible de louer l’Espace Schilling pour des réunions privées ou d’entreprises. 
| Exposition            | Date                | Evènement |
| --------------------- | ------------------- | --- |
| Igor Ustinov          | 23.10.2020          | Rencontre avec l’artiste |
| Igor Ustinov          | 05.11.2020          | Afterwork du jeudi |
| Exposition collective | 19.06 - 27.06.2020  | Exposition Florence Grivel |
| Exposition collective | 24.06.2020          | Collaboration avec les Amis des Arts |
| Exposition collective | 09.07 - 12.07.2020  | Crystel Ceresa - exposition en duplex avec l'Espace V5 |
| Marc Kennes           | 07.02.2020          | "ce que l’art ne dit pas" Visite commentée à travers les œuvres de la collection |
| Marc Kennes           | 14.02.2020          | "amour" Exposition photographique avec l'artiste neuchâtelois invité : Guillaume Perret |
| Marc Kennes           | 21.02.2020          | WATT IS ART - quand l'Art rencontre la Science. Talk show en collaboration avec l'association Compàz                                                                                           |
| Marc Kennes           | 13.03.2020          | Exposition "Nicolas Feuz mène l'enquête" |
| Jean Marie Borgeaud   | 27.11.2019          | Regards croisés en collaboration avec ArcheoNE |
| Jean Marie Borgeaud   | 06.12.2019          | Art & Wine dans le cadre des activités « L’art autrement » |
| Martin Disler         | 07.09.2019          | Présentation de Martin Disler par Kurt Wyss |
| Martin Disler         | 14.09.2019          | Exposition des élèves de l'école du Landeron |
| Claudie Laks          | 27.05.2019          | Croisements d'expressions : Collaboration avec les Lundis des Mots et les Editions Couleurs d'encre                                                                                            |
| Claudie Laks          | 21.06.2019          | Installation in situ : artiste neuchâteloise invitée : Helga Schuhr avec son installation "Vlies" oeuvres in situ                                                                              |
| Claudie Laks          | 02.07.19 - 05.07.19 | Exposition Académie de Meuron |
| André Deloar,         | 30.03.2019          | Quand l’art frôle l’architecture : Expériences et collaborations de l’architecte Pierre Studer avec divers artistes                                                                            |
| André Deloar,         | 05.05.2019          | Mimesis Dance Elena Boillat : Avez-vous déjà passé plus de 15 minutes devant une oeuvre d’art et…essayé de la danser ?                                                                         |
| André Deloar,         | 11.05.2019          | Réflexions entre Walter Tschopp, historien de l'art, et l'artiste zurichois André Deloar |
| Pierre Gattoni,       | 02.02.2019          | « Comment être soi-même dans la peinture ou : De la mise en relation des couleurs » intervention de l’historien de l’art Walter Tschopp                                                        |
| Pierre Gattoni,       | 08.02.2019          | « Art et architecture » Regards croisés entre l’architecte Laurent Geninasca et Pierre Gattoni                                                                                                 |
| Pierre Gattoni,       | 09.03.2019          | Visite commentée par Pierre Gattoni et Angela Schilling |
| Desiderio Delgado     | 17.11.2018          | Neuchâtel, d’une fontaine à l’autre,balade en images dans l’histoire des points d’eau urbains par l’historien Jean-Pierre Jelmini                                                              |
| Desiderio Delgado     | 07.12.2018          | « Les fontaines, entre art et histoire » collaboration avec la société des amis des arts |
| Desiderio Delgado     | 10.12.2018          | Rencontre avec Claude Darbellay, écrivain, dans le cadre des Lundi des mots |
| Desiderio Delgado     | 14.12.2018          | les amoureux du patrimoine à l’Espace Schilling, Jean-Pierre Jelmini, Jacques Bujard, Fabien Coquillat                                                                                         |
| Phil Billen           | 15.09.2018          | Photographies de Thierry Grünig. Exposition dans le cadre du projet Aquaconcience en collaboration avec l’association PurLac                                                                   |
| Phil Billen           | 28.09.2018          | Conférence de l’historien de l’art Walter Tschopp. "Collectionner, ça veut dire quoi?" |
| Phil Billen           | 27.10.2018          | Atelier créatif, du recyclage au collage |
| Ahn Hyun-Ju           | 02.06.2018          | Intervention de Laure Mi Hyun Croset, écrivaine, durant le vernissage. La romancière genevoise s’inspire de l’univers de l’artiste Ahn Hyun-Ju                                                 |
| Ahn Hyun-Ju           | 23.06.2018          | Le minimalisme dans l’art et l’architecture : Dialogue entre l’historien de l’art Walter Tschopp et l’architecte Bernard Delefortrie                                                           |
| Ahn Hyun-Ju           | 30.06.2018          | Evénement Fibonacci. Artiste neuchâtelois invité: Anthony Bannwart avec son installation in situ La Suite de Fibonacci, événement accompagné de sa création gastronomique L’Assiette Fibonacci |
| Ahn Hyun-Ju           | 03.07. - 06.07.2018 | Collaboration avec l’Académie de Meuron : exposition de fin d’année des travaux d’élèves |
| Daniel Orson Ybarra   | 28.04.2018          | Daniel Orson Ybarra, son univers et sa démarche artistique |
| Daniel Orson Ybarra   | 05.05.2018          | En collaboration avec l’association OceanCare Présentation de l’engagement d’Ybarra à travers son oeuvre                                                                                       |
| Daniel Orson Ybarra   | 26.05.2018          | Les enfants et leurs grands-parents à la galerie: Atelier créatif précédé. L’artiste rend hommage à sa grand-mère et aux techniques qu’elle lui a enseignées                                   |
| Martial Leiter,       | 03.02.2018          | Rencontre avec Martial Leiter et dédicace de son dernier livre Martial Leiter. Les ombres éblouissantes                                                                                        |
| Martial Leiter,       | 10.02.2018          | La danse des ombres Photographies de Patrick Fisher. |
| Martial Leiter,       | 17.02.2018          | Regards croisés Confidences de Patrick Fischer, impressions de Martial Leiter |
| Martial Leiter,       | 10.03.2018          | Paysages de l’âme Dialogue entre l’historien de l’art Walter Tschopp et Martial Leiter, autour de ses dernières                                                                                |
| Martial Leiter,       | 12.03.2018          | Lundi des mots : la passion des mots et des couleurs. Rencontre avec Claudine Houriet en partenariat avec les lundis des mots                                                                  |
| Martial Leiter,       | 25.03.2018          | Less enfants à la galerie: Atelier créatif précédé d’une visite ludique de l’exposition |
| Jean Fontaine         | 10.11.2017          | Colloque de la relève en histoire de l’art en Suisse (Articulations). Conférence de Pius Knüsel et remise du prix d’encouragement à la recherche en histoire de l’art de l’ASHHA/VKKS          |
| Jean Fontaine         | 18.11.2017          | Jean Fontaine, son univers et sa démarche artistique |
| Jean Fontaine         | 30.11.2017          | Evénement « Art & Wine » |
| Jean Fontaine         | 03.12.2017          | Atelier animé par l’artiste Mariana Abracheva, précédé d’une visite ludique de l’exposition |
| Jean Fontaine         | 13.12.2017          | Visite éclair de l’exposition |
| Jean Fontaine         | 18.12.2017          | Carte blanche à Anne Bisang (directrice de Théâtre Populaire Romand) en partenariat avec Les lundis des mots, qui viendra partager son amour de la littérature et de l’art                     |
| Raffaello Ossola      | 23.09.2017          | Rencontre avec Raffaello Ossola |
| Raffaello Ossola      | 27.09.2017          | Pause artistique |
| Raffaello Ossola      | 28.09.2017          | Visite commentée de l’exposition au travers des airs de la flûtiste Enerjeta Rosselet |
| Raffaello Ossola      | 07.10.2017          | Evénement « Art & Wine » |
| Raffaello Ossola      | 21.10.2017          | Les enfants à la galerie Atelier animé par l’artiste Mariana Abracheva, précédé d’une visite ludique de l’exposition                                                                           |
| Arman & Co            | 24.06.2017          | Atelier pour les enfants animé par l’artiste Mariana Abracheva |
| Arman & Co            | 25.06.2017          | « Le détournement de l’objet dans l’art » Parcours commenté de l’exposition par Walter Tschopp, historien de l’art,                                                                            |
| Arman & Co            | 01.07.2017          | Evénement « Art & Wine », |
| Arman & Co            | 06.07.2017          | Lecture de l’exposition à travers sa dimension musicale Visite commentée accompagnée des airs du violoncelliste Etienne Frenk                                                                  |
| Pierre Debatty        | 29.04.2017          | Rencontre Pierre Debatty |
| Pierre Debatty        | 05.05.2017          | conférence de Patrice Allanfranchini sur « L’abstraction un regard pour soi-même » |
| Pierre Debatty        | 17.05.2017          | Visite guidée pour les enseignants |
| Marc Kennes           | 12.01.2017          | Visite commentée de l’exposition actuelle pour l’Académie de Meuron |
| Marc Kennes           | 23.02.2017          | L’art autrement, Art & Wine » |
| Marc Kennes           | 11.03.2017          | Visite commentée pour les membres de l’Union Belge de Neuchâtel, |
| Marc Kennes           | 11.03.2017          | « L’art autrement, événement musical » |
| Marc Kennes           | 25.03.2017          | Visite commentée de l’exposition et des enjeux qui font le quotidien d’un espace d’art contemporain.                                                                                           |

## Publications
Afin de documenter chaque exposition présentée, un catalogue est édité et disponible à la vente à l’Espace Nicolas Schilling, à la librairie Payot et à la Fnac.